# SN 2010lm
SN 2010lm – supernowa typu Ia odkryta 20 grudnia 2010 roku w galaktyce A100357-2738. W momencie odkrycia miała maksymalną jasność 18,10m.